# Tylodinidae
Tylodinidae is een familie van weekdieren uit de klasse van de Gastropoda (slakken).

## Geslachten
- Anidolyta Willan, 1987
- Tylodina Rafinesque, 1814